# Bakar (rappeur)
Pour les articles homonymes, voir Bakar (homonymie).
Bakar, né en 1979 à Chartres en Eure-et-Loir,[réf. nécessaire], est un rappeur et chanteur français d’origine algérienne. Il se réclame du rap politique ou rap « conscient ».

## Biographie
Bakar commence à rapper à l’âge de 14 ans, sous le surnom de Dely jusqu’en 1999, date de la perte de son ami d’enfance Aboubakar,. Il décide alors de changer de nom de scène et troque Dely pour Bakar.
En 2000, il fait la rencontre de l'équipe Kilomaitre et il enregistre son premier maxi avec son comparse Tonio Banderas : Souffle de vie[source secondaire souhaitée]. Il signe chez le label Kilomaître Production et fait plusieurs featurings[source secondaire souhaitée] : Tandem, Sniper, Sinik, Chiens de paille.
Il publie son premier album, Pour les quartiers, le 7 novembre 2005, dont la sortie est initialement prévue pour le 11 octobre, qui contient 19 chansons, dont le titre Classic. Dans le titre Classic, Bakar pose successivement sur les beats et mélodies des sons qu'il juge être des « classiques » du rap français. S'enchainent ainsi notamment les beats de Pucc Fiction d'Oxmo Puccino feat. Booba et Hardcore d'Ideal J. Ces rappeurs acceptent de lui « prêter » leur son et leur image (ils apparaissent presque tous dans les clips, sauf Lunatic qui est représenté par Nessbeal, alors membre du 92i).
Le 1er octobre 2007, il publie son deuxième album, Rose du béton qui contient 14 chansons dont des featurings[source secondaire souhaitée] avec Taïro (Conscience d'arabe), Diam's (Devant ma fenêtre), Kery James (N'incite pas) et Sinik et Médine sur Les gens comme eux (remix).
En 2009 sort Classic 2 qui reprend le même concept que le premier album[source secondaire souhaitée].
En juin 2013, Bakar annonce la sortie d'un nouvel album. Il publie le premier extrait intitulé Come bak. Après six ans d'absence, il publie une série de « digitapes » dont la première se nomme Comme un homme, sortie le 21 octobre 2013. 
La deuxième, Légendaire, est publiée le 24 novembre 2014, c'est l'homonyme d'un morceau présent sur son 1er projet Pour Les Quartiers sortit en 2005.
En 2019, il sort Cœur noir, Extended play où il adopte un style plus mélodieux, plus pop[source secondaire souhaitée].

## Discographie

### Albums studio
- 2005 : Pour les quartiers
- 2007 : Rose du béton
- 2013 : Comme un homme
- 2014 : Légendaire
- 2019 : Papillon

### Apparitions
- 2001 : Tandem feat. Eben, Bakar et Sniper - Niker le système (sur la compilation Sachons dire non vol.2)
- 2006 : Mac Kregor feat Bakar & Sinik - Dommages (sur l'album de Mac Kregor, Insurrection)
- 2006 : Bakar - La routine sur talent fâchés 3
- 2007 : Bakar - ABC (sur Fat Taf 2)
- 2008 : Yazou feat. Bakar - Avant ce jour (sur l'album Jusqu'ici tout va bien de Yazou)
- 2009 : Bakar feat. Seven - Rêves brisés (sur Les yeux dans la banlieue Vol.2)
- 2009 : STK feat. Bakar - À qui tu parles (sur l'album La route est longue de STK)
- 2009 : Daouf feat. Bakar - Hommes de Front sur l'album Vengeance Aveugle de Daouf)
- 2011 : Sniper feat. Sinik, Rim'K, Medine, Haroun, Leck, L'Algérino, Bakar, Mister You & Reda Taliani dans le remix des All Stars (sur Arabia de Sniper)